# Волсвин
Волсвин (укр. Волсвин) — село в Червоноградской городской общине Шептицкого района Львовской области Украины.
Население по переписи 2001 года составляло 1824 человека. Занимает площадь 3,5 км². Почтовый индекс — 80085. Телефонный код — 3257.